# Chalandry-Elaire
Chalandry-Elaire är en kommun i departementet Ardennes i regionen Grand Est (tidigare regionen Champagne-Ardenne) i nordöstra Frankrike. Kommunen ligger  i kantonen Flize som ligger i arrondissementet Charleville-Mézières. År 2022 hade Chalandry-Elaire 726 invånare.

## Befolkningsutveckling
Antalet invånare i kommunen Chalandry-Elaire
Referens: INSEE